# Traktiernia w Krzeszowicach
Traktiernia w Krzeszowicach – dawna oficyna pałacu Vauxhall w Krzeszowicach pełniąca rolę oberży oraz mieszkań dla służby. Była elementem zespołu uzdrowiskowego w Krzeszowicach.
Budynek został wpisany do rejestru zabytków nieruchomych pod numerem A-534 decyzją z dnia 5 czerwca 1986.

## Historia
W 1784, w sąsiedztwie pałacu Vauxhall będącym centralnym elementem uzdrowiska Krzeszowice, wybudowano parterowy budynek, oficynę pałacową pełniącą funkcję traktierni (oberży). W budynku mieściły się również mieszkania dla służby. Budynek wybudowano prawdopodobnie z inicjatywy Izabeli Lubomirskiej. Zgodnie z opisem Leopolda Lafontaine’a, lekarza uzdrowiskowego w Krzeszowicach, można tam było „dobrze zjeść za przyzwoitą cenę”.
W latach 20. XIX w. nadbudowano pierwsze piętro. Od 1848 w budynku znajdował się sąd patrymonialny. W latach 1855–1867 mieściły się biura ówczesnego powiatu krzeszowickiego. W czasie II wojny światowej w oficynie był niemiecki szpital wojskowy. W latach 70. XX mieścił się tu zakład poprawczy. Od około 1985 roku budynek należał do policji. W latach 90. XX wieku oficyna nie była użytkowana. Obecnie (2020) znajdują się pomieszczenia biurowe.
Na początku XXI w. dobudowano od strony północnej niewielki pasaż handlowy.

## Opis
Budynek wybudowany w stylu klasycystycznym na planie prostokąta. W latach 90. XX wieku do elewacji wschodniej dostawiona była prostokątna dobudówka. Budynek jest dwukondygnacyjny, murowany, nakryty dachem czterospadowym.
Elewacja zachodnia 8-osiowa, południowa (boczna) 3-osiowa, wschodnia 6-osiowa. Od strony północnej i północno-wschodniej do budynku dostawiony jest parterowy budynek handlowy. Elewacje tynkowane z niskim cokołem. Ozdobione boniowaniem i profilowanymi gzymsami. Okna w profilowanych opaskach zwieńczone gzymsami nadokiennymi.